# Artin Penik
Artin Penik (Istanbul, 1921 - Istanbul, 15 d'agost de 1982) fou un turc, pertanyent a la comunitat dels armenis de Turquia que es va immolar a la plaça de Taksim, Istanbul, el 10 d'agost de 1982, per a protestar contra «el terrorisme armeni».
El 7 d'agost de 1982, l'organització armada Exèrcit Secret Armeni per a l'Alliberament d'Armènia (ASALA) va realitzar un atemptat contra l'Aeroport Esenboğa de la capital turca, Ankara. En aquest atemptat hi van morir 9 persones i 72 foren ferides. Artin Penik, un sastre, va decidir protestar amb la seva vida dient: "ja no puc suportar el dolor, pels assassinats, de persones innocents". Va sobreviure quatre dies a l'Hospital Cerrahpaşa d'Istanbul, però va sucumbir per les ferides (la major part del seu cos fou cremat) el 15 d'agost.
En una entrevista de la TV turca va explicar que primerament havia volgut matar-se davant del Consolat francès de l'avinguda d'İstiklal a Beyoğlu, prop de Taksim. Després, segons el seu relat, hauria canviat d'opinió i decidí anà a la plaça de Taksim, on es troba el Monument de la República, «per a morir davant d'Atatürk». El seu funeral es va realitzar a l'Església de Meryem Ana, al Patriarcat Armeni d'Istanbul a Kumkapı, Fatih, amb la participació del Patriarca, les altes autoritats turques i molts ciutadans.